# Gare de La Hutte - Coulombiers
Gare de La Hutte - Coulombiers vasútállomás Franciaországban, Coulombiers településen.

## Vasútvonalak
Az állomást az alábbi vasútvonalak érintik:
- Le Mans–Mézidon-vasútvonal

## Kapcsolódó állomások
A vasútállomáshoz az alábbi állomások vannak a legközelebb:
- Gare d’Alençon
- Gare de Vivoin - Beaumont